# Seznam osobností vyznamenaných 28. října 1996

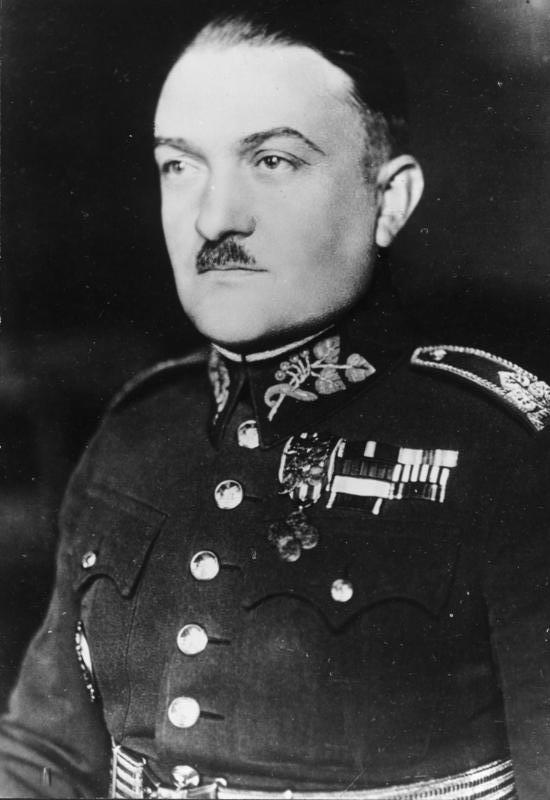
Alois Eliáš, vyznamenaný in memoriam.

Seznam osobností, které prezident České republiky Václav Havel vyznamenal nejvyššími státními vyznamenáními 28. října 1996.

## Řád Bílého lva
- její Veličenstvo Alžběta II., britská královna
- armádní generál Ing. Alois Eliáš, in memoriam
- jeho Eminence Bernardin kardinál Gantin
- generálmajor v.v. Vladimír Nedvěd
- Ezer Weizman, izraelský prezident

## Řád Tomáše Garrigua Masaryka

### I. třídy
- Jan Opletal, in memoriam
- JUDr. Rudolf Kirchschläger
- Juscelino Kubitschek de Oliveira, in memoriam

### II. třídy
- Blahoslav Hrubý, in memoriam
- JUDr. Antonín Hřebík, in memoriam
- Milena Jesenská, in memoriam
- Prof. ThDr. h.c. Dominik Pecka, in memoriam
- Max van der Stoel

### III. třídy
- Ing. Slavomír Klaban, CSc.
- Ludvík Vaculík
- JUDr. Jakub Čermín
- Eugéne V. Faucher
- JUDr. Viktor Fischl
- Prof. JUDr. PhDr. Radomír Luža
- ThDr. Bohumil Vít Tajovský
- Anton M. Otte

### IV. třídy
- Antonín Remeš, in memoriam
- Jiří G. Corn, in memoriam

## Medaile Za hrdinství
- generálmajor i.m. Bohumil Borecký
- rotmistr v dal.sl. Roman Čelanský
- Michal Dluhy
- Štěpán Dohodil
- Jan Doležal
- Vojtěch Eichler
- František Gšventner
- generálmajor v.v. Jiří Hartman
- četař v dal. sl. René Hubáček
- Rudolf Husa
- četař v dal. sl. Josef Chudoba
- Josef Chundela
- Filip Kazík, československý legionář[1]
- plukovník i.m. Josef Koukal
- major Ing. Petr Kozánek, in memoriam
- Václav Kratochvíl
- rotmistr Petr Křivka, in memoriam
- plukovník v.v. Miroslav Liškutín
- Jozef Muránsky
- generálmajor v.v. Jaroslav Muzika
- Josef Palička
- Adolf Řepa
- četař v dal. sl. Jiří Sud
- Josef Vychodil
- Jaroslav Zelinka
- nadporučík Ing. Oldřich Židlík

## Medaile Za zásluhy

### I. stupeň
- Francis J. Auton
- Bohumil Hrabal
- Sir Charles Mackerras
- Mikuláš Medek
- Jiří Menzel
- Jan Novák, in memoriam
- Hana Ponická
- generálmajor v.v. Vladimír Soukup
- František Tichý (malíř), in memoriam
- Olbram Zoubek

### II. stupeň
- Běla Gran Jensenová von Styber
- prof. MUDr. Josef Koutecký, DrSc.
- prof. PhDr. Zdeněk Matějček, CSc.

### III. stupeň
- desátník v dal. sl. Milan Mučka
- poručík Milan Nechvátal
- podplukovník Ing. Josef Sedláček[nepřesný odkaz]